# Kreis Memel

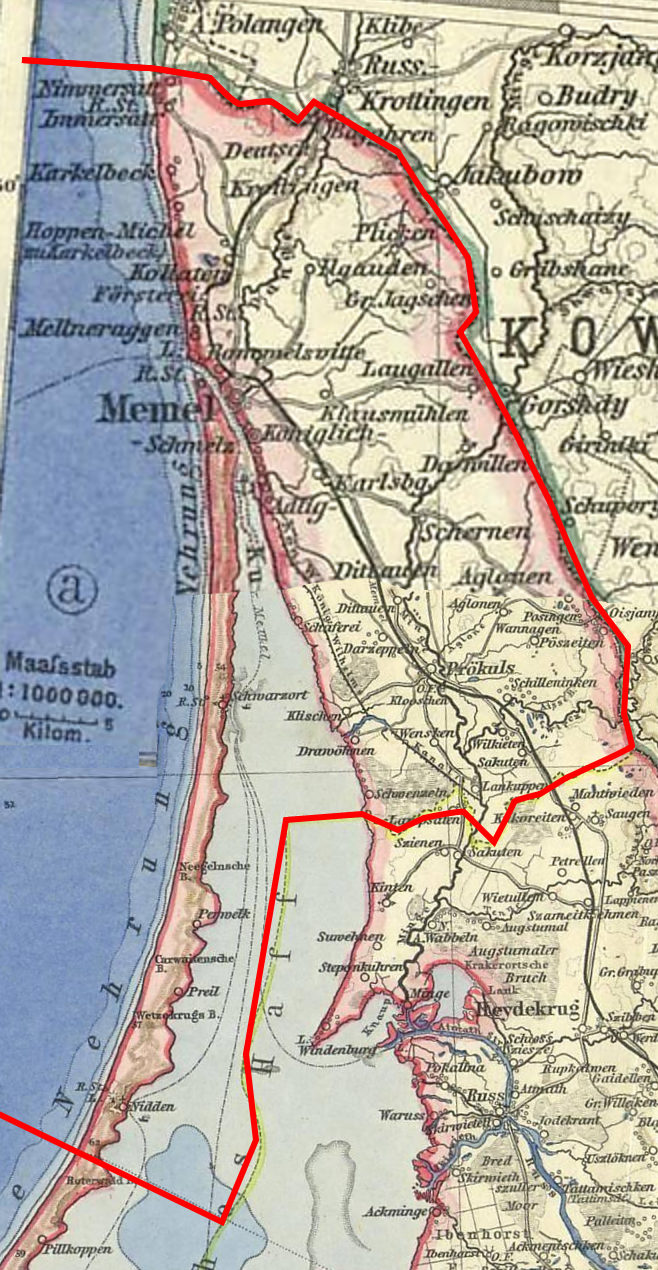
Der Kreis Memel in den Grenzen von 1818 bis 1920

Der Kreis Memel  war ein 1818 gegründeter preußischer Landkreis im Regierungsbezirk Königsberg in Ostpreußen. 1920 fiel der Kreis an das vom Deutschen Reich abgetrennte und 1923 Litauen zugeschlagene Memelland. Sitz der Kreisverwaltung war die Stadt Memel, die seit 1918 einen eigenen Stadtkreis bildete. Während der Wiederinbesitznahme des Memellandes zwischen 1939 und 1945 durch das Deutsche Reich war der Kreis als Landkreis Memel nochmals als Teil der Provinz Ostpreußen eingerichtet. Das ehemalige Kreisgebiet liegt heute im litauischen Distrikt Klaipėda.

## Geographie

Nimmersatt, das ehemals nördlichste Dorf Deutschlands

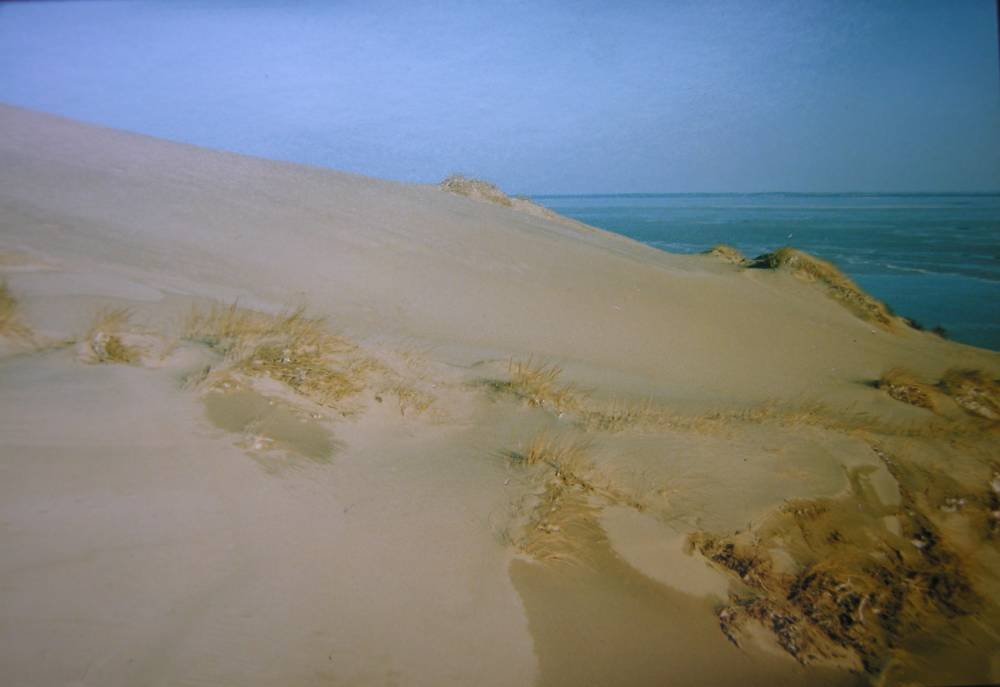
Sanddünen auf der Kurischen Nehrung

Der Kreis Memel war bis 1920 der nördlichste Landkreis des Deutschen Reiches. Das Kreisgebiet bestand aus einem Stück Festland am nördlichen Ende des Kurischen Haffs und dessen Mündung in die Ostsee im Stadtgebiet von Memel (Memeler Tief) sowie aus dem nördlichsten Stück der Kurischen Nehrung, der langen schmalen Landzunge, die Haff und Ostsee voneinander trennt.
Der größte Fluss im Kreisgebiet war die Minge, die u. a. durch Prökuls fließt. Von der Minge beim Dorf Lankuppen bis zum Kurischen Haff im Hafen von Memel führte der 1863–1873 erbaute König-Wilhelm-Kanal.
Der Kreis Memel grenzte im Süden an den Kreis Heydekrug sowie auf der Kurischen Nehrung an den Kreis Fischhausen. Auf dem Festland lag die Südgrenze des Kreises etwa in Höhe von 55° 30' n. Br., südlich des Dorfs Lankuppen, zwischen Prökuls und Heydekrug. Auf der Nehrung reichte das Kreisgebiet deutlich weiter nach Süden, so dass Nidden noch zum Kreisgebiet gehörte. Im Norden und Osten grenzte das Kreisgebiet bis 1918 an das Russische Reich (Gouvernement Kowno), danach an das unabhängig gewordene Litauen. Im Westen grenzte der Kreis an die Ostsee.
Der Landkreis Memel gehörte zum Regierungsbezirk Königsberg. Die Lage war vergleichsweise isoliert, denn die nächstgelegenen Kreise Heydekrug und Niederung zählten zum Regierungsbezirk Gumbinnen. Nur die Kurische Nehrung verband den Kreis Memel mit dem Rest des Regierungsbezirks.

## Geschichte
Das Gebiet des Kreises Memel gehörte seit der Einteilung Ostpreußens in landrätliche Kreise von 1752 zu dem damaligen Kreis Insterburg. Im Rahmen der preußischen Verwaltungsreformen ergab sich mit der „Verordnung wegen verbesserter Einrichtung der Provinzialbehörden“ vom 30. April 1815 die Notwendigkeit einer umfassenden Kreisreform in ganz Ostpreußen, da sich die 1752 eingerichteten Kreise als unzweckmäßig und zu groß erwiesen hatten. Zum 1. Februar 1818 wurde im Regierungsbezirk Königsberg aus Teilen des alten Kreises Insterburg der neue Kreis Memel gebildet. Dieser umfasste die damaligen Kirchspiele Deutsch Crottingen, Deutsch Memel (mit der Stadt Memel), Litauisch Memel, Prökuls und Schwarzort. Das Landratsamt war in der Stadt Memel.
Seit dem 3. Dezember 1829 gehörte der Kreis – nach dem Zusammenschluss der Provinzen Preußen (nicht: Ostpreußen) und Westpreußen – zur neuen Provinz Preußen mit dem Sitz in Königsberg i. Pr. Seit dem 1. Juli 1867 gehörte der Kreis zum Norddeutschen Bund und seit dem 1. Januar 1871 zum Deutschen Reich. Nach der Teilung der Provinz Preußen in die Provinzen Ostpreußen und Westpreußen wurde der Kreis Memel am 1. April 1878 Bestandteil Ostpreußens. Sonderlich im Kreis Memel wurde auf dem Land vielerorts vorwiegend Litauisch gesprochen; auf Basis des Zensus vom 1. Dezember 1900 wurden 1905 diejenigen Landgemeinden und Gutsbezirke des Kreisgebiets aufgezählt, in denen mehr als 75 von hundert Einwohnern Litauisch als Muttersprache benutzen.
Während des Ersten Weltkrieges besetzten russische Truppen am 18. März 1915 den Kreis Memel, dieser wurde jedoch am 21. März 1915 von deutschen Truppen zurückerobert. Am 1. April 1918 schied die Stadt Memel – unter gleichzeitiger Eingemeindung der Landgemeinden Bommelsvitte, Janischken und Schmelz – aus dem Kreisgebiet aus und bildete fortan einen eigenen Stadtkreis. Seitdem führte der Kreis Memel die Bezeichnung Landkreis.
Mit dem Inkrafttreten des Versailler Vertrages am 10. Januar 1920 fielen die Stadt und der Landkreis Memel an das neu errichtete Memelgebiet. Am 10. Januar 1923 wurde das Memelgebiet von litauischen Truppen besetzt und am 7. Mai 1923 unter litauische Oberhoheit gestellt. Der Kreis bestand in Litauen als Verwaltungsbezirk Klaipėdos apskritis fort.

## Einwohnerentwicklung
| Jahr | Anzahl | Bemerkungen |
| ---- | ------ | --- |
| 1818 | 30.932 | [ 5 ] |
| 1836 | 37.350 | [ 6 ] |
| 1846 | 46.078 | [ 7 ] |
| 1871 | 55.958 | [ 8 ] |
| 1890 | 59.410 | [ 9 ] |
| 1900 | 59.797 | [ 9 ] |
| 1905 | 61.018 | Sprachen: 33.508 Deutsch, 26.328 Litauisch; 1897 sprachen 3506 Nehrungskurisch als Fischersprache, 1184 auch als Alltagssprache; Religion: 56.975 Evangelische, 2384 Katholiken, 981 Juden |
| 1910 | 61.972 | 44 % der Einwohner des Kreises benutzen Litauisch als Muttersprache |

## Politik

### Wahlen
Im Deutschen Kaiserreich bildete der Kreis Memel zusammen mit dem Kreis Heydekrug den Reichstagswahlkreis Königsberg 1.

### Landräte
- 1818–183400Ernst Flesche
- 18340000000Tolcksdorff (kommissarisch)
- 1834–185000Wilhelm Martin Waagen (1795–1877)
- 1850–185100Frenzel-Beyme (kommissarisch)
- 1851–186200Friedrich Wilhelm Theodor Dieckmann
- 1862–186800Hugo Schultz (1835–1905)
- 1868–187000von Röder
- 1870–188300Alfred von Gramatzki (1834–1888)
- 1884–191800Heinrich Cranz
- 1918–192000Hans Honig

### Kommunalverfassung
Der Kreis gliederte sich in die Stadt Memel (bis 1918), in Landgemeinden und in Gutsbezirke. Diese kommunale Gliederung blieb im Wesentlichen auch in der memelländischen Zeit bestehen.

## Gemeinden
Im Jahre 1910 gehörten zum Kreis Memel 207 Landgemeinden:
- Aglohnen
- Alßeiken-Jahn
- Anduln
- Aschpurwen
- Baiten
- Bajohren
- Bajohr-Mitzko
- Barschken
- Bejehden
- Birkenhain
- Birßeninken
- Bommelsvitte
- Brusdeilinen
- Buddelkehmen
- Budwethen
- Bundeln
- Buttken
- Czutellen
- Dargußen
- Dargwill-Szodeiken
- Darzeppeln
- Daugmanten
- Daupern
- Dautzin-Niklau
- Dawillen
- Deegeln
- Deutsch Krottingen
- Dinwethen
- Dittauen
- Dräßen
- Drawöhnen
- Drucken
- Dumpen
- Dwielen
- Eglienen
- Eglischken
- Gabergischken
- Galten
- Gedminnen
- Gedwill-Paul
- Gellßinnen
- Gibbischen-Martin
- Gibbischen-Peter
- Girngallen-Gedmin
- Girngallen-Matz
- Götzhöfen
- Grabben
- Grabsten
- Grambowischken
- Grauduß-Bartel
- Graumen
- Grickschen
- Gropischken
- Groß Jagschen
- Groß Kurschen
- Größen
- Grumbeln
- Grünheide
- Gündullen
- Hennig-Hans
- Hohenflur
- Ilgauden-Mauserim
- Ilgegahnen
- Jaagschen
- Jagutten
- Janischken
- Jankeiten
- Janußen-Görge
- Jodicken
- Jurgen
- Kairinn
- Kallwischken
- Kalwen
- Kantweinen
- Karkelbeck
- Karlsberg
- Kasparischken
- Kebbeln
- Kepal-Klaus
- Kerndorf
- Kettwergen
- Kiaken
- Kindschen-Bartel
- Kissinnen
- Klausmühlen
- Klauspußen
- Klauswaiten
- Klein Jagschen
- Klein Kurschen
- Klischen
- Klooschen-Bartel
- Kojellen
- Kollaten
- Kooden
- Krucken-Görge
- Kuhlen
- Kunken-Görge
- Labatag-Michel-Purwin
- Lankuppen
- Lankutten
- Laugallen
- Launen
- Leisten
- Liebken
- Liewern
- Lingen
- Löbardten
- Löbardt-Nausseden
- Löllen
- Margen
- Martinsdorf
- Matzkieken
- Matzmasuhren
- Matz-Nauda-Baltrum
- Matzständen
- Matzwöhlen
- Meeßeln
- Mellneraggen
- Memel
- Nausseden-Jakob
- Neuhof
- Nibbern
- Nidden
- Nimmersatt
- Oberhof
- Paaschken
- Pakamohren
- Pangessen
- Patrajahnen
- Paugen
- Paul-Narmund
- Paupeln-Peter
- Pelleiken-Klaus
- Pempen
- Petraschen
- Piaulen
- Picktaßen
- Pippirn
- Pleschkutten
- Plicken
- Podßeit-Stankus
- Posingen
- Pöszeiten
- Prökuls
- Protnischken
- Purmallen
- Raddeilen
- Raischen-Jettkandt
- Ramutten-Jahn
- Rooken
- Rund-Görge
- Russlen
- Sakuten
- Schäferei
- Schattern
- Scheipen-Thoms
- Scheppothen
- Schilleninken
- Schillgallen
- Schlappschill
- Schlengen-Andres
- Schmelz
- Schmilgienen
- Schnaugsten
- Schompetern
- Schudebarsden
- Schudnaggen
- Schugsta-Stenzel
- Schußeiken-Jahn
- Schwarzort
- Schwentwokarren
- Schwenzeln
- Schweppeln
- Spengen
- Standschen
- Stankeiten
- Starrischken
- Stoneiten
- Stragna
- Stutten
- Sudmanten-Trusch
- Szabern-Wittko
- Szaggern
- Szarde
- Szaukeln
- Szimken
- Szodeiken-Jonell
- Terrauben
- Thaleiken-Jakob
- Thalen
- Truschellen
- Truschen
- Ußaneiten
- Waaschken
- Wallehnen
- Wannaggen
- Wensken
- Weßat-Herrmann
- Wewerischken
- Wilkieten
- Wirkutten
- Wittauten
- Wittinnen
- Wowerischken
- Woydußen
- Zarten
- Ziauken

Vor 1920 aufgelöste Gemeinden
- Adlig Schmelz, am 10. Mai 1902 zu Schmelz
- Aßecken, am 21. Oktober 1897 zum Gutsbezirk Schernen
- Bandhußen, am 8. Mai 1897 zu Szarde
- Birrennischken, am 3. Juni 1896 zu Dargwill-Szodeiken
- Bliematzen, am 23. März 1896 zu Stoneiten
- Blinden-Wittko, am 26. Juli 1897 zu Dargußen
- Bommelsvitte, am 1. April 1918 zu Memel
- Braschken, am 29. Oktober 1894 zu Stankeiten
- Brusdeilinen-Bendig, am 24. Februar 1896 zu Brusdeilinen
- Cassareggen, am 13. Januar 1896 zu Jagutten
- Dargußen-Gerge, am 26. Juli 1897 zu Dargußen
- Darguß-Mißeiken, am 20. Oktober 1897 zu Trußellen
- Daugallen-Peter, am 3. Oktober 1899 zum Gutsbezirk Schaulen
- Dautzin-Toms, am 26. Juli 1897 zu Pippirn
- Dautzkur-Krüger, am 4. April 1896 zu Kuhlen
- Dautzkur-Narmund, am 8. Mai 1897 zu Kerndorf
- Dumszen-Peter, am 3. Oktober 1899 zum Gutsbezirk Schaulen
- Eglien-Niclau, am 1. Juli 1898 zu Eglischken
- Einahren, am 12. Oktober 1896 zu Standschen
- Genschellen, am 3. Juni 1896 zu Schmilgienen
- Glaudienen, am 6. Dezember 1897 zu Hohenflur
- Graudußen, am 20. April 1897 zu Purmallen
- Groß Daupern, am 9. Juli 1895 zu Daupern
- Groß Daupern, am 9. Juli 1895 zu Daupern
- Groß Stolzentietz, am 20. Oktober 1894 zu Kebbeln
- Größuppen, am 20. Oktober 1894 zu Ziauken
- Grünapp, am 30. Januar 1897 zu Laugallen
- Ilgauden-Paul, am 5. April 1897 zum Gutsbezirk Eckitten
- Ingken, am  13. August 1904 zu Sudmantschen-Trusch
- Janeiken-Gerge, am 9. Juli 1895 zu Jankeiten
- Jodeischen-Jahn, am 20. April 1897 zu Galten
- Jureiten, am 8. Februar 1897 zu Prökuls
- Kackeln, am 31. Oktober 1901 zu Dinwethen
- Kaitinnen-Jahn, am 13. April 1891 zu Martinsdorf
- Kaulen-Görge, am 6. Januar 1896 zu Anduln
- Keebeln, am 7. Januar 1895 zu Kantweinen
- Kerren-Gerge, am 8. Mai 1897 zu Kerndorf
- Kiaunoden-Gerge, am 8. Februar 1897 zu Kalwen
- Klein Daupern, am 9. Juli 1895 zu Daupern
- Klein Stolzentietz, am 5. November 1894 zu Dwielen
- Klein Szarde, am 8. Mai 1897 zu Szarde
- Köcken-Jacob, am 6. Dezember 1897 zu Hohenflur
- Koitecklen, am 12. Mai 1896 zu Kettwergen
- Königlich Schmelz, am 10. Mai 1902 zu Schmelz
- Kunzen-Hans, am 22. Juni 1896 zu Carlsberg
- Kurschen-Andres, am 13. Januar 1896 zu Lankutten
- Labatag-Michel, am 9. Juli 1895 zu Jankeiten
- Lampsaten-Paul, am 9. Juli 1895 zu Bajohren
- Leisten-Jacob, am 1. März 1897 zu Leisten
- Löllekraggen, am 9. Juli 1895 zu Löllen
- Masuhren-Jacob, am 13. Januar 1896 zu Sudmanten-Trusch
- Matzaten, am 3. November 1894 zu Deegeln
- Mauschellen, am 26. Juli 1897 zu Matzwöhlen
- Megallen, am 4. April 1896 zu Purmallen
- Moiszeningken, am 20. Oktober 1894 zu Buttken
- Norkaten, am 6. Dezember 1897 zu Kebbeln
- Paddag-Andres, am 13. April 1891 zu Martinsdorf
- Paschalteiken, am 5. November 1894 zu Dwielen
- Paugen, am 18. Februar 1914 in Gutsbezirk umgewandelt
- Paupeln-Jacob, am 1. Juli 1898 zu Eglischken
- Perkam-Görge, am 24. Februar 1896 zu Brusdeilinen
- Pilatischken, am 9. Dezember 1896 zu Russlen
- Pippirn-Jacob, am 26. Juli 1897 zu Pippirn
- Plucken-Martin, am 6. Dezember 1897 zu Hohenflur
- Preil, am 14. Februar 1908 zum Forstgutsbezirk Klooschen
- Prussen-Martin, am 13. Januar 1896 zu Podszeit-Stankus
- Pruzischken, am 8. Februar 1897 zu Prökuls
- Purwe,  1902 zu Protnischken und Wowerischken
- Radwill-Kindschen, am 26. Juli 1897 zu Dargußen
- Rundischken, am 27. Dezember 1905 zu Jodicken
- Ruschpelken, am 8. Mai 1897 zu Petrajahnen
- Ruschpelken-Görge, am 12. Oktober 1896 zu Clauspußen
- Schaulen, am 3. Oktober 1899 zum Gutsbezirk Schaulen
- Schillgallen-Bartel, am 8. Februar 1897 zu Dautzin-Niclau
- Janischken, am 1. April 1918 zu Memel
- Schmelz, am 1. April 1918 zu Memel
- Schwillen, am 12. Oktober 1896 zu Thalen
- Schwilpen, am 29. Oktober 1894 zu Stankeiten
- Silkoten, am 22. Mai 1905 zu Sakuten
- Skarren, am 12. Oktober 1896 zu Daugmanten
- Skören, am 13. Januar 1896 zu Stragna
- Skranden-Niclau, am 26. Juli 1897 zu Matzwöhlen
- Smilteningken, am 29. Februar 1896 zu Bundeln
- Spengen-Daniel-Peter, am 22. Juni 1896 zu Carlsberg
- Sreballen, am 20. Oktober 1894 zu Ziauken
- Stallis-Hans, am 8. Mai 1897 zu Szarde
- Stankus-Schmidt, am 4. April 1896 zu Kuhlen
- Stanz-Tramm, am 8. Mai 1897 zu Dawillen
- Sudmanten-Marienburger-Urban, am 8. Mai 1897 zu Szarde
- Szlaaßen-Gerge, am 9. Juli 1895 zu Bajohren
- Szodeiken-Jacob, am 13. Januar 1896 zu Lankutten
- Taureggen-Bendig, am 6. Dezember 1897 zu Hohenflur
- Titern-Jahn, am 1. März 1897 zu Leisten
- Todden-Jacob, am 1. Juni 1904 zu Grambowischken
- Ußeikikallen, am 8. Februar 1896 zu Ußaneiten
- Valtin-Kunken, am 1. Juli 1898 zu Paul-Narmund
- Wehsatt-Andres, am 13. Januar 1896 zu Grabben
- Wyguß-Bartel, am 22. Januar 1898 zu Casparischken
- Zeipen-Görge, am 6. Januar 1896 zu Anduln

## Verkehr

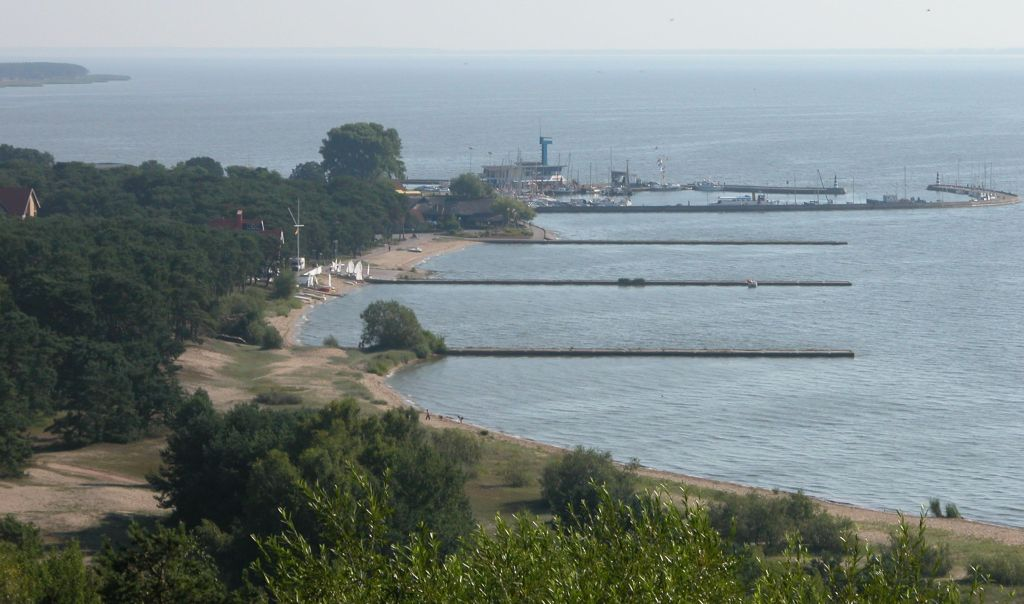
Hafen von Nidden

Durch das Kreisgebiet führte eine von der Preußischen Staatseisenbahn betriebene Strecke von Tilsit über Pogegen und Heydekrug nach Memel. Der Bahnhof Memel wurde am 1. Juni 1875 ans Eisenbahnnetz angeschlossen. Die Strecke wurde 1892 bis zur russischen (litauischen) Grenze bei Bajohren (Deutsch-Krottingen) verlängert.
Die Memeler Kleinbahn AG betrieb von 1904 bis 1934 die Memeler Straßenbahn mit zwei Linien sowie ein 1905 eröffnetes Kleinbahnnetz mit drei Linien, die nach Plicken, Laugallen und Pöszeiten führten, drei kleinen Orten an der russischen Grenze.
Auf der Haffseite der Kurischen Nehrung verkehrte die Cranz–Memel–Linie. Die Stationen Nidden und Schwarzort lagen im Kreisgebiet. Für Russlands Ausfuhren war Memel der wichtigste Seehafen an der deutschen Ostseeküste.
Die Reichsstraße 132 führte von Tilsit über Heydekrug in den Kreis und dort über Prökuls und Memel bis in das nördlichste Dorf Deutschlands, nach Nimmersatt – „da wo das Reich ein Ende hat“. Dort bestand ein Grenzübergang ins russische (litauische) Polangen.

## Der Landkreis Memel von 1939 bis 1945

### Geschichte
Am 22. März 1939 wurde das Memelgebiet durch das Deutsche Reich besetzt und in den Regierungsbezirk Gumbinnen in der Provinz Ostpreußen eingegliedert. Aus dem litauischen Verwaltungsbezirk wurde wieder der Landkreis Memel.
Die Entwicklung, die in den 1920er und 1930er Jahren in Preußen stattgefunden hatte, wurde nun nachgeholt. Es wurde die im Deutschen Reich bereits längere Zeit gültige Deutsche Gemeindeordnung vom 30. Januar 1935 eingeführt, die die Durchsetzung des Führerprinzips auf Gemeindeebene vorsah. Außerdem fand eine Gebietsreform statt, bei der nahezu alle Gutsbezirke aufgelöst und benachbarten Gemeinden zugeteilt wurden; ferner wurde die Zahl der Gemeinden durch Zusammenlegungen erheblich verringert. Auch die Zusammenfassung der Gemeinden in Amtsbezirke änderte sich. Eine neue Kreisverfassung wurde nicht mehr geschaffen; es galt weiterhin die Kreisordnung für die Provinzen Ost- und Westpreußen, Brandenburg, Pommern, Schlesien und Sachsen vom 19. März 1881.
Im Oktober 1944 wurde das Kreisgebiet durch die Rote Armee besetzt und wieder Teil der Sowjetunion. Es kam an die Litauische Sozialistische Sowjetrepublik. Seit der Auflösung der Sowjetunion liegt das ehemalige Kreisgebiet in Litauen.

### Landräte
- 1940–194400Georg Kohlhoff

### Ortsnamen
Eine radikale Eindeutschung der memelländisch/litauisch/kurischen Ortsnamen war vorbereitet, wurde aber bis Kriegsende nicht mehr durchgeführt.